# Boules bleues
Les boules bleues (ou blueballs en anglais) est un terme d'argot qui désigne la congestion temporaire des testicules accompagnée de douleur testiculaire qui serait causée par une excitation sexuelle prolongée sans éjaculation. Le terme serait apparu aux États-Unis en 1916. Les urologues appellent cet état hypertension épididymale, elle peut provoquer une spermatocèle (augmentation de volume dans le scrotum, formé par l'accumulation de sperme dans le testicule ou dans l'épididyme). Cette sensation n'est pas vécue par tous les hommes.
Bien que le sujet soit largement discuté dans les médias populaires, il n'y a quasiment aucune information dans la littérature médicale jusqu'à l'article de Chalett et Nerenberg dans Pediatrics en 2000, qui rapporte le premier cas, celui d'un adolescent de 14 ans ayant ressenti à deux reprises des douleurs après des relations sexuelles sans éjaculation. Les deux chercheurs proposent comme traitement un exutoire sexuel, ou que la personne atteinte déplace un objet lourd, provoquant l'équivalent d'une manœuvre de Valsalva. L'année suivante,  des urologues réagissent, partagent l'idée que ces cas soient étudiés avec toute l'attention qu'ils méritent, tout en émettant des doutes sur le traitement proposé en première intention. 
Pour le magazine Mademoiselle, il existe bien un certain nombre de femmes et d'hommes qui ressentent un sentiment d'inconfort ou de légère douleur après une phase d'excitation sans orgasme, mais seuls les hommes utiliseraient cet argument pour obtenir la  poursuite ou la reprise de  relations sexuelles, ce que le magazine rattache à la culture du viol.   
Des cas de douleurs testiculaires ont aussi été rapportées lors de masturbations testiculaires ou scrotales, avec congestion ou torsion des testicules.